# درة شور (مقاطعة فارياب)
درة شور (بالفارسية: دره شور) هي قرية تقع في البلدة المركزية في إيران. يقدر عدد سكانها بـ 388 نسمة بحسب إحصاء 2016.